# هومبان شوتور (یا خومباستیر)
هومبان شوتور (یا خومباستیر) از نخستین شاهان شناخته‌شده ایلام در دوره ایلام کهن (حدود ۲۷۰۰–۲۶۰۰ پیش از میلاد) بود. اطلاعات درباره این فرمانروا محدود به منابع باستانی و کتیبه‌های هم‌دوره است.

## دوران حکومت
هومبان شوتور در فهرست‌های شاهان ایلامی به عنوان سومین فرمانروا پس از هومبابا ذکر شده است. دوره حکومت او به دوره ایلام کهن (حدود ۲۷۰۰–۱۵۰۰ پ.م) تعلق دارد که ایلام به عنوان یک تمدن مستقل در جنوب غربی ایران امروزی شکل گرفته بود.
بر اساس منابع تاریخی، هومبان شوتور احتمالاً در منطقه اوان حکمرانی می‌کرد که یکی از مهم‌ترین مراکز قدرت ایلامیان در آن دوره بود. با این حال، اطلاعات دقیقی درباره اقدامات یا رویدادهای مهم دوران حکومت او در دسترس نیست.

## نام شناسی
نام «هومبان شوتور» از عناصر ایلامی تشکیل شده است:
- هومبان (یا خومبان): نام خدای بزرگ ایلامیان که بعدها به عنوان خدای آسمان شناخته شد.
- شوتور (یا خومباستیر): احتمالاً به معنای «محافظت شده توسط هومبان» است.

این نام نشان‌دهنده اهمیت مذهب در جامعه ایلامی و ارتباط نزدیک حکومت با نهادهای دینی است.

## جایگاه در تاریخ ایلام
هومبان شوتور در فهرست‌های پادشاهان ایلامی به عنوان یکی از نخستین فرمانروایان این تمدن ذکر شده است. پس از او، خاندان اوان به قدرت رسید که اولین سلسله شناخته‌شده ایلامی است.
اهمیت تاریخی هومبان شوتور بیشتر به دلیل حضور او در فهرست‌های اولیه شاهان ایلامی است که نشان‌دهنده تداوم سنت‌های حکومتی در این تمدن باستانی است.